# System BPO

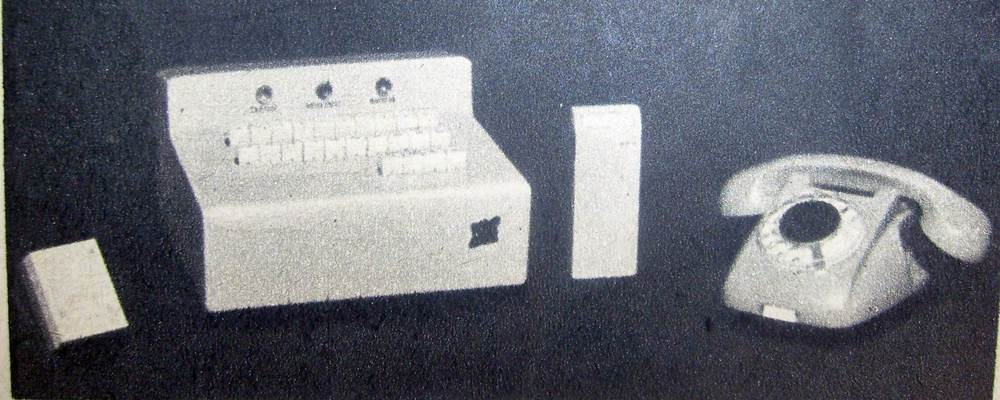
Widok urządzeń systemu BPO, od lewej: mikrofon, pulpit sterujący, odbiornik osobisty, aparat telefoniczny

System BPO – elektroniczna sieć przywoławcza opracowana w latach 60. XX wieku w Polsce i od 1965 roku produkowana przez Zakłady Wytwórcze Sprzętu Elektronicznego Warel. Nazwa pochodzi od skrótu Bezprzewodowe Przywoływanie Osób.

## Zasada działania

Sygnały występujące w systemie BPO

Działanie systemu polega na bezprzewodowym przesyłaniu informacji od stacji nadawczej (połączonej z linią telefoniczną) do jednego lub kilku wybranych odbiorników. Stacja nadawcza wyposażona jest w zależności od charakteru terenu w antenę nadawczą pętlicową (tereny budynków) lub liniową (ulice, chodniki kopalń).
Przywoływanie abonenta odbywa się przez wysłanie 3 sygnałów przywoławczych, po których nadajnik wysyła falę nośną zmodulowaną amplitudowo przez sygnał głosowy pochodzący od abonenta wywołującego.
Odbiorniki są przywoływane wybiórczo dzięki zastosowaniu 10 częstotliwości z zakresu 27–49 kHz i filtrów na każdą z tych częstotliwości w odbiornikach. Sygnał wywoławczy (powtórzony 3 razy) składa się z 2 częstotliwości nadawanych jedna po drugiej. W systemie stosowano także podwojenie prędkości wysyłania sygnałów przywołania, dzięki czemu można było rozszerzyć zakres numeracji odbiorników. Wyróżnienie odbiornika odbywało się wtedy za pomocą dwóch częstotliwości (filtry w odbiorniku) i czasu nadawania trzech sygnałów przywołania (krótki / długi).
Po przywołaniu odpowiedniego odbiornika, nadajnik nadawał modulowany amplitudowo głosem z linii telefonicznej przychodzącej sygnał 55 kHz. Sygnał ten był odbierany w odbiorniku.

## Parametry techniczne
- długość przewodu anteny pętlicowej: do 700 m, przy max. szerokości pętli 400 m,
- długość anteny liniowej: do 20 km,
- częstotliwości pracy: 27–49 kHz (przywołanie), 55kHz (przekaz treści),
- dzwonek stacji odbiorczej: 2700 Hz / 80 fonów w odległości 30 cm,
- maksymalna liczba odbiorników: 90 / 180,
- średni czas pracy odbiornika: 16 h,
- pojemność kasety kontrolno-ładowczej: 45 sztuk.

## Zastosowanie
Urządzenia systemu BPO były w XX wieku zainstalowane w takich budynkach, jak:
- szpital w Warszawie,
- hala fabryczna fabryki transformatorów w Łodzi,
- kopalnia głębinowa węgla kamiennego w Zabrzu,
- Międzynarodowe Targi Poznańskie,
- domy towarowe „Centrum” (Warszawa),
- teren wystawy międzynarodowej INFORGA-65 (ZSRR),
- Centrum Elektrotechniki (Berlin, NRD).

Konstrukcja została wyróżniona na targach INFORGA-65 w ZSRR jako najlepszy eksponat w tej dziedzinie, a w konkursie Mistrza Techniki w 1965 roku przyznano urządzeniu BPO najwyższą klasę nowoczesności.